# Sanopus astrifer
Sanopus astrifer är en fiskart som först beskrevs av C. Richard Robins och Walter A. Starck, 1965.  Sanopus astrifer ingår i släktet Sanopus och familjen paddfiskar. IUCN kategoriserar arten globalt som sårbar. Inga underarter finns listade i Catalogue of Life.